# 南聯級潛艇
南聯级潜艇（或譯成玉桂级潛艇）（英語：Yugo class submarine）是朝鮮於1960年代根據南斯拉夫的設計圖建造的微型潛艇。

## 運用
南聯級(Yugo)微型潛艇被朝鮮用於對韓國進行特工滲透；一艘於1998年在江原道束草前海被韓國拖網漁船缠住而被捕獲。撈起時，四名朝鮮特種部隊隊員與五名乘員已身亡。。
1997年，兩艘出口到越南。2007年7月，運給伊朗4艘以償還一些朝鮮欠伊朗的債務。

## 有關照片
- 朝鲜南聯級（Yugo）潛艇 但是《凤凰网》誤以為是：“鲑鱼级”微型潜艇